# Gnathodolus bidens
Genre
Espèce
Statut de conservation UICN

 DD  : Données insuffisantes
Gnathodolus bidens, unique représentant du genre Gnathodolus, est une espèce de poissons d'eau douce de la famille des Anostomidae (ordre des Characiformes).  

## Répartition
Selon l’UICN, ce poisson se rencontre au Brésil, en Colombie, au Guyana et au Venezuela. En revanche pour FishBase, cette espèce serait endémique du Venezuela et présente dans l'Orénoque et dans le Canal de Casiquiare.

## Classification
Le nom valide complet (avec auteur) de ce taxon est Gnathodolus bidens Myers, 1927,.

## Étymologie
Le nom générique, Gnathodolus, composé du grec ancien γνάθος, gnáthos, « mâchoire », et δόλος, dólus, « piège », fait référence à la mâchoire inférieure qui se replie vers le haut pour fermer ou sceller la bouche.
L'épithète spécifique, du latin bis, « deux », et dens, « dent », fait référence aux deux dents crochues et saillantes à l'extrémité de la mâchoire inférieure.

## Publication originale
- (en) George S. Myers, « Descriptions of new South American fresh-water fishes collected by Dr. Carl Ternetz », Bulletin of the Museum of Comparative Zoology, Cambridge, Musée de Zoologie comparée, vol. 68, no 3,‎ juillet 1927, p. 107-135 (ISSN 0027-4100 et 1938-2987, OCLC 1641426, lire en ligne).